# 덕종 (조선)
덕종(德宗, 1438년 10월 12일 (음력 9월 15일) ~ 1457년 9월 29일 (음력 9월 2일))은 조선 초기의 왕족이다. 세종의 손자이자 세조와 정희왕후 윤씨의 맏아들이며 예종의 형이다. 월산대군, 성종 형제의 아버지이다.
그가 태어난 때는 아버지 세조가 수양대군 시절이었다. 계유정난(1453)으로 수양대군이 왕위를 찬탈한 후 세자(世子)에 책봉되었다. 건강이 좋지 않아 잔병치레가 잦던 중에 1457년 20세의 나이에 사망하였는데, 죽기 전에 단종의 어머니 현덕왕후의 혼령에 자주 시달리다가 가위눌림으로 사망하였다고는 하나 사인은 불확실하다. 슬하에 4살된 월산대군이 있었음에도 세손으로 책봉되지 못하고 동생인 해양대군(훗날 예종)이 세자로 책봉된다.
1469년에 차남 잘산군이 성종으로 즉위한 후 1470년에 의경왕(懿敬王)으로 추존되었다가 회간왕(懷簡王)으로 추존되고 뒤에 덕종(德宗)의 묘호가 올려졌다. 정식 시호는 회간선숙공현온문의경대왕(懷簡宣肅恭顯溫文懿敬大王)이며 왕에 추존되기 전에는 의경세자(懿敬世子)로 불렸다. 성은 이(李), 휘는 장(暲), 초명은 숭(崇), 현동(賢同), 자는 원명(原明), 본관은 전주(全州)이다. 원래는 의경왕이었다.

## 생애

### 탄생
1438년(세종 21년) 한성부 금중(禁中, 궁궐 내)에서 아버지 수양대군과 어머니 낙랑부대부인의 장자로 태어났다. 실록에 따르면 왕자의 아내는 궐내에서 해산할 수 없지만, 세종과 소헌왕후가 군부인 윤씨(정희왕후)를 사랑하였기에 궁궐 내에서 해산하였다고 한다.
할아버지 세종은 그에게 특별히 현동(賢同)이라는 이름을 친히 지어서 내려주었다. 나중에 어느 정도 자라자 이름은 숭(崇)이라 하고, 자는 원명(原明)이라 하였다. 그리고 관례를 올린 뒤에는 장(暲)으로 이름을 고쳤다. 
1445년 1월 24일 8세에 정의대부(正義大夫)의 품계를 받았고, 도원군(桃源君)에 책봉되었으며, 성인이 된 뒤에 이름을 숭에서 장으로 개명하였다. 1450년에는 한확(韓確)의 딸 한씨와 혼례를 올렸다. 1453년 승헌대부가 되고, 그해 11월 8일 계유정난 때 공로로 흥록대부(興祿大夫)의 품계를 받았다. 1454년 4월에는 입학을 하였다.
그는 어려서부터 예절이 바르고 학문을 좋아했으며, 해서에 능했던 것으로 전해지고 있다. 그러나 건강이 좋지 않아 잔병이 잦았다.

### 세자 책봉
1455년 아버지 세조가 왕에 올라, 원자(元子)에 책봉되었다가 바로 세자(世子)에 책봉되었다.
1456년 2월 사육신 성삼문, 박팽년, 성승 등이 행사장에 별운검을 설치하여 자신은 물론 그의 아버지 세조, 동생 예종을 타살하려 하다 실패했다. 그 해 8월 세조의 명으로 행 태일전직(行太一殿直) 윤기(尹沂)·전 사직(司直) 신선경(愼先庚)·수의 교위(修義校尉) 권치명(權致命)의 딸을 뽑아 세자의 후궁인 동궁 소훈(東宮 昭訓)으로 삼았다. 그러나 후궁들과의 사이에서 본 자녀들의 존재는 확인되지 않고 있다.
그는 죽기 전에 늘 단종의 어머니 현덕왕후의 혼령에 시달렸으며, 그가 병상에 누워 있을 때 21명의 승려가 경회루에서 공작재를 베풀기도 했다. 하지만 그는 끝내 쾌유되지 못하였다. 병석에 누운 그는 죽음을 예감하고 종이에 '비바람 무정하여 모란꽃이 떨어지고 / 섬돌에 펄럭이는 붉은 작약(芍藥)이 주란(朱欄)에 가득찼네 / 명황(明皇)이 촉(蜀) 땅에 가서 양귀비(楊貴妃)를 잃고 나니 / 빈장(嬪嬙)이야 있었건만 반겨 보지 않았네.(風雨無情落牡丹, 飜階紅(藥)蘂滿朱欄。 明皇幸蜀 楊妃死, 縱有嬪嬙不喜看)'라는 고시를 쓰기도 했다. 1457년 7월 27일부터 병석에 누워 여러 번 약을 복용하였으나 병은 계속되었다. 실록에는 어느 질병이라는 병명이 나타나지 않는다.

### 죽음
1457년(세조 3년) 9월 20일(음력 9월 2일)에 20살의 나이로 경복궁 자선당(資善堂)에서 요절하였다. 사인은 가위눌림이라고 하나 불확실하다. 야사는 의경세자와 세조가 단종의 억울한 죽음으로 인해 문종비 현덕왕후의 원한을 샀다고 전하지만, 오히려 덕종이 단종보다 먼저 사망했으므로 이 전설이 허구로 추정된다.
그가 죽자 현덕왕후의 살을 맞고 죽었다는 도사의 말을 신봉한 세조는 형수 현덕왕후의 묘를 파내 시신을 쪼개고 강물에 던졌다. 또는 관곽을 강물에 던졌다고도 하는데, 관곽이 멈춘 곳의 주민들이 임시로 거두었다가 후에 다시 능으로 조성했다 한다.
또, 조선왕조실록에서는 "세자는 용모와 의표(儀表)가 아름답고 온량(溫良) 공경(恭敬)하며, 학문을 좋아하고 또 해서(楷書)를 잘 썼다. 양궁(兩宮)이 애도(哀悼)하니, 시종한 여러 신하들이 마음 아파하지 않는 자가 없었다."라고 서술되어 있는 것을 보아 의경세자는 예의 바르고 학문을 좋아하고 해서를 잘쓴 세자였으며 의경세자의 죽음은 당시에 안타까운 죽음이였음을 알 수 있다. 세조는 명을 내려 그의 상복은 7일상으로 치루게 하였다.

### 사후
시신은 그해 11월 24일 경기도 고양현 동봉현(東蜂峴, 현 경기도 고양시 덕양구 원당동 서오릉 경내) 간좌 곤향(艮坐坤向)에 매장되고 표석을 세웠다. 덕종의 묘소는 세자의 예에 따라 조성되었고, 후일 묻힌 부인 소혜왕후의 묘는 대비의 예에 따라 조성되어 석물 구조의 차이가 있다. 세조는 9월 7일 어찰을 국장도감에 보내 나의 장남이라 해도 박하게 하고, 경상(卿相)급으로 간략하게 장례하도록 지시했다. 바로 의경(懿敬)의 시호가 추서되었다. 
사당은 효정묘(孝靖廟)라 하고, 묘(墓)는 의묘(懿墓)라 하였다.
그가 죽자 그의 부인 한씨는 수빈(粹嬪)으로 봉했고, 궐내에서 살아도 좋다는 시아버지 세조의 배려에도 사가로 나가 살겠다며 출궁하였다. 수빈 한씨는 사저에서 불우한 세월을 보냈지만 한명회 등과 사돈이 되면서 둘째 아들 잘산군을 왕(王)으로 올리는 묵계를 체결한다. 후에 둘째 아들 잘산군이 성종(成宗)으로 즉위하면서 1469년부터 추숭여론이 나타났고 1470년 1월 왕(王)으로 추존되었다가 1475년 다시 대왕(大王)으로 추존되었다.

### 추숭과 추존
1470년(성종 1년), 1월 18일에 의경왕(懿敬王)으로 추숭하였다. 당시 태조 이성계의 아들이자 태종 이방원의 친형인 정종은 사후 시호가 없었고 종묘에도 배향되지 않았으므로 '정종(定宗)'이 아닌 '공정왕(恭靖王)'이라 불렀는데, 의경왕(懿敬王) 또한 그러하였다. 아내 수빈 한씨 또한 '왕대비(王大妃)'가 아닌 '인수왕비(仁粹王妃)'로 진책되었다. 이때 그는 왕으로는 추숭되었으나 종묘에는 배향되지 않았다. 당시 그를 왕으로 추존한 뒤 황고로 부르느냐 황백고로 부르느냐를 놓고 논란이 발생하였다. 사당은 의경묘(懿敬廟)로 정해지고 제사는 월산대군에게 받들게 하였다. 1471년 온문(溫文)의 존호가 추가되었다.
1475년(성종 6년), 1월 6일에 의경왕(懿敬王)을 의경대왕(懿敬大王)으로 추존하였다. 이때 의정부(議政府)·육조(六曹)·춘추관(春秋館)에서 논의하여 올린 첫 시호는 선숙공현온문의경대왕(宣肅恭顯溫文懿敬大王)이었고 1월 21일(임술)에 최종적으로 예조(禮曹)에서 올린 시호가 회간선숙공현온문의경대왕(懷簡宣肅恭顯溫文懿敬大王)였다. 따라서 인수왕비(仁粹王妃) 또한 인수왕대비(仁粹王大妃)로 진책되었다. 그해 4월 23일부터 종묘에 부묘하자는 상소가 올라와 9월 16일 논의 끝에, 1476년(성종 7년) 1월 5일 종묘에 예종의 묘 앞으로 부묘되었다.

## 가족 관계
|                  |                   | 출생                                                       | 사망                                                        |
| ---------------- | ----------------- | ---------------------------------------------------------- | ----------------------------------------------------------- |
| 조선의 추존 국왕 | 덕종대왕 德宗大王 | 1438년 10월 12일 (음력 9월 15일) 조선 한성부 수양대군 사가 | 1457년 9월 29일 (음력 9월 2일) (19세) 조선 한성부 본궁 정실 |

|    |                                                                             | 본관 | 생몰년          | 부모                                                              | 비고       |
| -- | --------------------------------------------------------------------------- | ---- | --------------- | ----------------------------------------------------------------- | ---------- |
| 부 | 세조대왕 世祖大王                                                           | 전주 | 1417년 - 1468년 | 세종대왕 世宗大王 소헌왕후 심씨 昭憲王后 沈氏                     | 제7대 국왕 |
| 모 | 정희왕후 윤씨 貞熹王后 尹氏 자성왕대비 慈聖王大妃 자성대왕대비 慈聖大王大妃 | 파평 | 1418년 - 1483년 | 파평부원군 윤번 坡平府院君 尹璠 흥녕부부인 이씨 興寧府大夫人 李氏 |            |

|      | 시호                                                                        | 본관 | 생몰년          | 부모                                                            | 비고 |
| ---- | --------------------------------------------------------------------------- | ---- | --------------- | --------------------------------------------------------------- | ---- |
| 왕비 | 소혜왕후 한씨 昭惠王后 韓氏 인수왕대비 仁粹王大妃 인수대왕대비 仁粹大王大妃 | 청주 | 1437년 - 1504년 | 서원부원군 한확 西原府院君 韓確 남양부부인 홍씨 南陽府夫人 洪氏 |      |

| 작호 | 작호                | 본관 | 생몰년        | 부모                              | 비고 |
| ---- | ------------------- | ---- | ------------- | --------------------------------- | ---- |
| 귀인 | 귀인 권씨 貴人 權氏 | 안동 | 미상 - 1494년 | 권치명 權致命 미상                |      |
| 귀인 | 귀인 윤씨 貴人 尹氏 | 파평 | 미상          | 윤기 尹沂 안동 김씨 安東 金氏     |      |
| 숙의 | 숙의 신씨 淑儀 愼氏 | 거창 | 미상 - 1476년 | 신선경 愼先庚 청주 한씨 淸州 韓氏 |      |

| 작호 | 작호                            | 이름  | 생몰년          | 생모          | 배우자                                                                      | 비고       |
| ---- | ------------------------------- | ----- | --------------- | ------------- | --------------------------------------------------------------------------- | ---------- |
| 1    | 월산대군 月山大君               | 정 婷 | 1455년 - 1489년 | 소혜왕후 한씨 | 승평부부인 박씨 昇平府夫人 朴氏                                             |            |
| 2    | 성종대왕 成宗大王 잘산군 乽山君 | 혈 娎 | 1457년 - 1494년 | 소혜왕후 한씨 | 공혜왕후 한씨 恭惠王后 韓氏 폐비 윤씨 廢妃 尹氏 정현왕후 윤씨 貞顯王后 尹氏 | 제9대 국왕 |

| 작호 | 작호              | 이름      | 생몰년          | 생모          | 배우자                  | 별칭              |
| ---- | ----------------- | --------- | --------------- | ------------- | ----------------------- | ----------------- |
| 1    | 명숙공주 明淑公主 | 경근 慶根 | 1456년 - 1482년 | 소혜왕후 한씨 | 당성위 홍상 唐陽尉 洪常 | 명의공주 明懿公主 |

## 능묘
그의 능은 경기도 고양시 용두동에 위치한 경릉(敬陵)이다. 1457년 의경세자가 요절하자, 현재의 위치에 조성되었다. 1504년 소혜왕후 한씨도 승하하여 오른쪽 언덕에 안장되었다. 1970년 5월 26일 서오릉의 하나로 사적 제198호로 지정되었다.

## 기타
한편 그의 사후 아버지인 세조가 며느리뻘인 귀인 권씨(貴人 權氏)와 귀인 윤씨(昭訓 尹氏)를 범하려 했다는 추문이 돌았다. 권 귀인과 윤 귀인은 세조의 장남 덕종의 후궁들이었다. 김일손은 이 사실을 그대로 사초에 실었다가 사화의 원인이 되었고 김일손 자신도 희생되었다.김일손은 귀인권씨의 조카이자 양자 허반(許磐)에게서 들은 것을 사초에 기록하였는데 연산군은 사초 기사 중 권귀인은 바로 덕종의 후궁이온데 세조께서 일찍이 부르셨는데도 분부를 받들지 아니했다'는 구절과 '세조는 귀인 윤씨(昭訓 尹氏)에게 많은 전민과 가사를 내렸고 항상 어가가 따랐다'는 사초의 내용을 구실삼았다.

## 덕종이 등장한 작품

### 드라마
- 《조선왕조 오백년 - 설중매》 (MBC, 1984년~1985년 배우:박병훈)
- 《한명회》 (KBS 2TV, 1994년 배우:윤다훈)
- 《왕과 비》 (KBS 1TV, 1998년~2000년 배우:이광기)
- 《왕과 나》 (SBS, 2007년~2008년 배우:이지오)
- 《공주의 남자》 (KBS 2TV, 2011년~2011년 배우:권현상)
- 《인수대비》 (JTBC, 2011년~2012년 배우:백성현)

### 영화
- 《세조대왕》(1970년, 배우: 이순재)

## 같이 보기
| - 계유정난 - 세조반정 - 인수대비 - 한확 - 한명회 - 신숙주 - 권람 - 제안대군 - 인성대군 - 이세희 - 의숙공주 - 정현조 - 정인지 - 정숭조 | - 현덕왕후 - 무오사화 - 한치형 - 덕원군 - 창원군 - 월산대군 - 박원종 |